# Stor gulben
Stor gulben (latin: Tringa melanoleuca) er en mågevadefugl, der lever i Canada og Alaska.